# Гриппа Вадим Валерійович
Вадим Валерійович Гриппа (нар. 9 січня 1992, смт Згурівка, Київська область, Україна) — український футболіст, півзахисник. Колишній гравець юнацької збірної України (U-19).

## Клубна кар'єра
Футболом Вадим починав займатися в рідному містечку Згурівка Київської області, в місцевій ДЮСШ, куди потрапив в 8-ми річному віці. Перший тренер — Григорій Андрійович Тимченко.
У 11 років, на одному з турнірів на приз «Шкіряний м'яч», що проходив в місті Славутич, юного футболіста помітили селекціонери київського «Динамо» і запросили до динамівської спортшколи, де він почав займатися у тренера Валерія Кінашенка. Пізніше перейшов в академію київського клубу, продовживши заняття у Олександра Лисенка. Виступав за різноманітні юнацькі команди свого клубу, де грав на позиціях нападника, крайнього і центрального півзахисника. У 2009 році став переможцем дитячо-юнацької футбольної ліги України (ДЮФЛУ) серед гравців до 17 років.
У серпні 2009 року Гриппа перейшов у «Динамо-2», яке виступало у Першій лізі чемпіонату України. За другу динамівську команду провів 50 поєдинків. З призначенням на посаду головного тренера «Динамо-2» Андрія Гусіна втратив місце в складі команди і наприкінці 2011 року, після закінчення строку контракту, покинув динамівський колектив.
На початку 2012 року перейшов в ризьку «Даугаву», з якою підписав контракт до листопада 2012 року. Дебютував за новий клуб 18 квітня 2012 року в матчі «Вентспілс» — «Даугава» (Рига). Всього в чемпіонаті Латвії провів 29 поєдинки і забив 6 м'ячів. У ризькому клубі діяв на позиції флангового і центрального півзахисника, в деяких матчах тренери використовували Вадима як форварда. Після завершення чемпіонату, зігравши в двох матчах проти ДФЦ «Даугави» з Даугавпілса за право залишитися у вищому дивізіоні, в зв'язку із закінченням терміну дії контракту, покинув ризький клуб.
У січні 2013 року проходив із командою «Шахтар» (Караганда) навчально-тренувальні збори, які відбувалися на футбольних полях Туреччини. Але по закінченню зборів залишив казахський колектив і продовжив підготовку до сезону в клубі Прем'єр-ліги України, київському «Арсеналі». Але працевлаштуватися в київському клубі не вийшло, після чого футболіст повернувся в свій колишній клуб, ризьку «Даугаву», де продовжив виступи в чемпіонаті Латвії. У складі ризької «Даугави» був гравцем основного складу. Вадим Гриппа прагнув до вирішення високих завдань, які керівництво клубу ставило перед командою.
У серпні 2014 року перейшов в клуб «Арсенал-Київщина».
У 2016—2019 і 2019—2020 роках виступав за сімферопольську «Таврію».

## Кар'єра у збірній
В 2009—2010 роках виступав у складі юнацької збірної України U-19.